# Chapelle Bartolini Salimbeni
La chapelle Bartolini Salimbeni (Cappella Bartolini Salimbeni) est la quatrième chapelle de la droite de la nef de la basilique Santa Trinita à Florence. 
Elle comporte un cycle de fresques des épisodes de la « Vie de la Vierge » de Lorenzo Monaco, réalisées vers 1420, qui sont un des meilleurs exemples du style de l'école florentine du Quattrocento passant de la peinture byzantine (dite « peinture gothique italienne ») aux innovations de la pré-Renaissance.

## Histoire
La création de la chapelle Bartolini Salimbeni a débuté au milieu du XIIIe siècle, lors de la rénovation gothique et l'agrandissement de l'église. Dès 1363, elle appartient à la riche famille de marchands Bartolini-Salimbeni dont la résidence, le Palazzo Bartolini-Salimbeni, occupait le même emplacement que l'église.
Autour de 1390, la chapelle a été décorée par Spinello Aretino : on a retrouvé des traces de son travail au cours des restaurations des années 1960. 
Les fresques de Lorenzo Monaco, qui les recouvrent, datent des années 1420, quand un programme de re-décoration a été réalisé dans l'église tout entière, comme en témoigne également des fragments de fresques de Giovanni Francesco Toscani dans la chapelle Ardinghelli.
Lorenzo Monaco s'est probablement inspiré par de nombreux exemples contemporains des cycles d'«  histoires de la Vierge », comme la chapelle Baroncelli (Taddeo Gaddi), la chapelle Rinuccini (Giovanni da Milano) et d'autres, dans la Basilique de Santa Croce, les fresques d'Andrea Orcagna à Santa Maria Novella, la Sainte-Chapelle de Cingulum (Agnolo Gaddi) dans la cathédrale de Prato et les vitraux d'Orsanmichele.
Les fresques ont été recouvertes de plâtre blanc en 1740 et ne furent redécouvertes qu'entre 1885-1887 par Augusto Burchi (en). 
En 1944, les forces allemandes firent sauter le pont Santa Trinita voisin, endommageant également des fresques qui ont été restaurées en 1961 puis en 2004.

## Les Peintures
Retable de l'autel
Un retable en tempera sur bois (également de Lorenzo Monaco) : l'Annonciation Bartolini Salimbeni comportant les scènes du cycle absentes des fresques.
Les fresques
Sur les quatre voûtains de la voûte d'arêtes : les Prophètes David, Isaïe, Malachie et Michée
Des figures saintes sur les intrados : Jean le baptiste, Bartholomée, Paul, jean évangéliste.
| Paroi de gauche : 1. Expulsion du Temple de Joachim 2. Annonciation à Joachim et Rencontre entre Joachim et Anne à la Porte d'or Paroi du fond : 1. Nativité de la Vierge 2. Présentation de Marie au Temple Paroi de droite : 1. Noces de la Vierge 2. - Dormition de la Vierge 3. Assomption 4. Miracle de la neige (tympan du centre) |

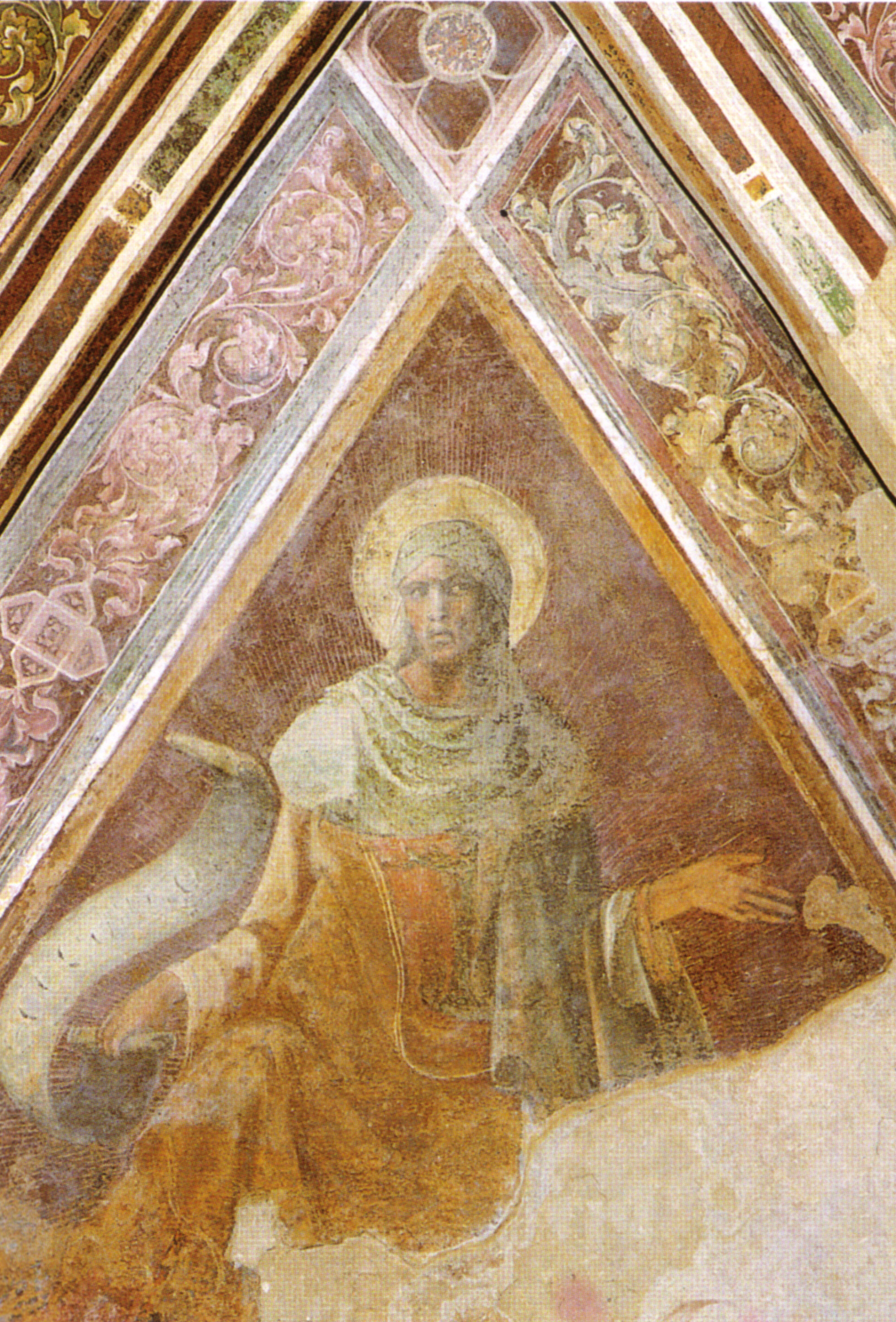
Michée.
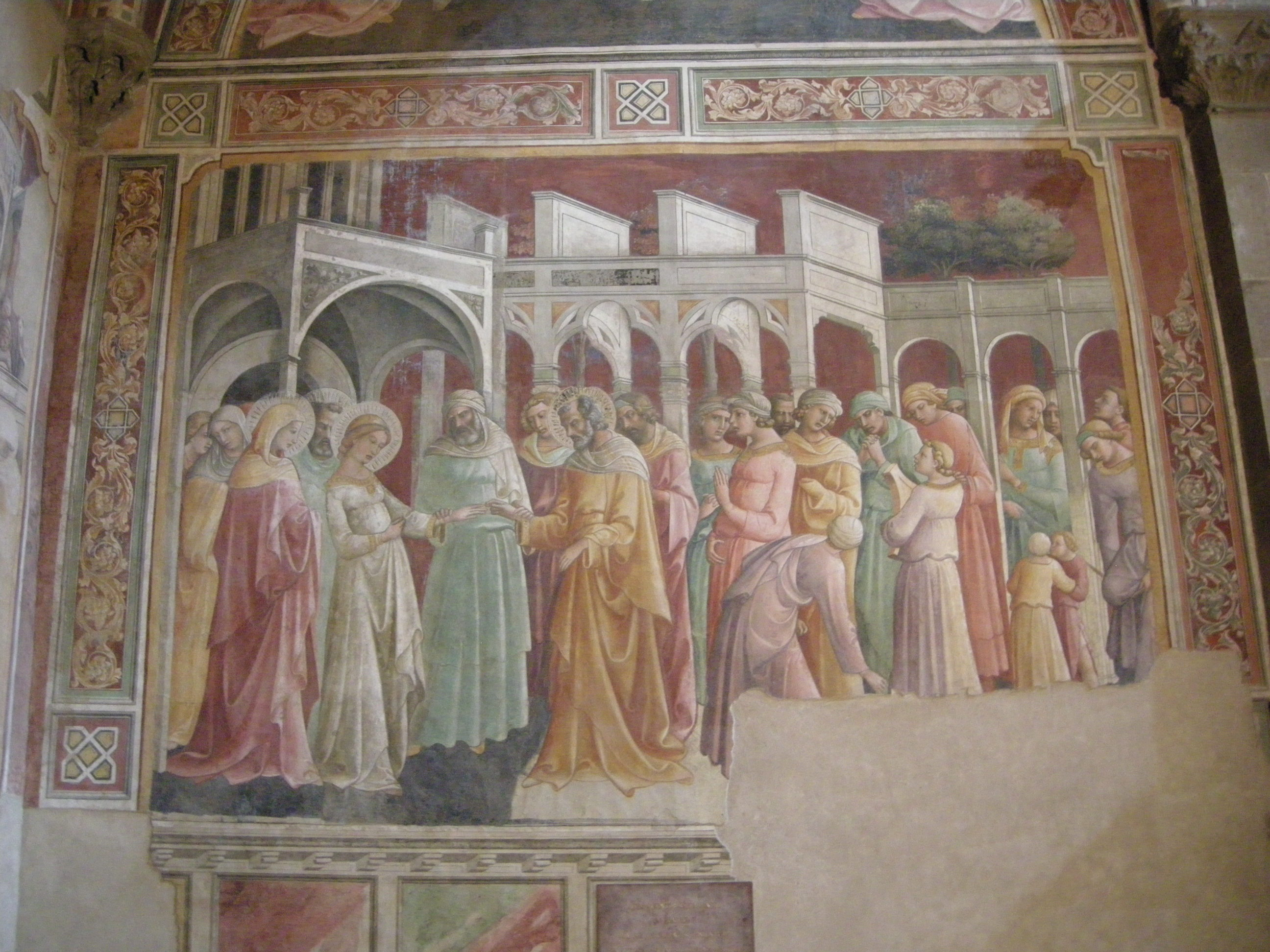
Noces de la Vierge.
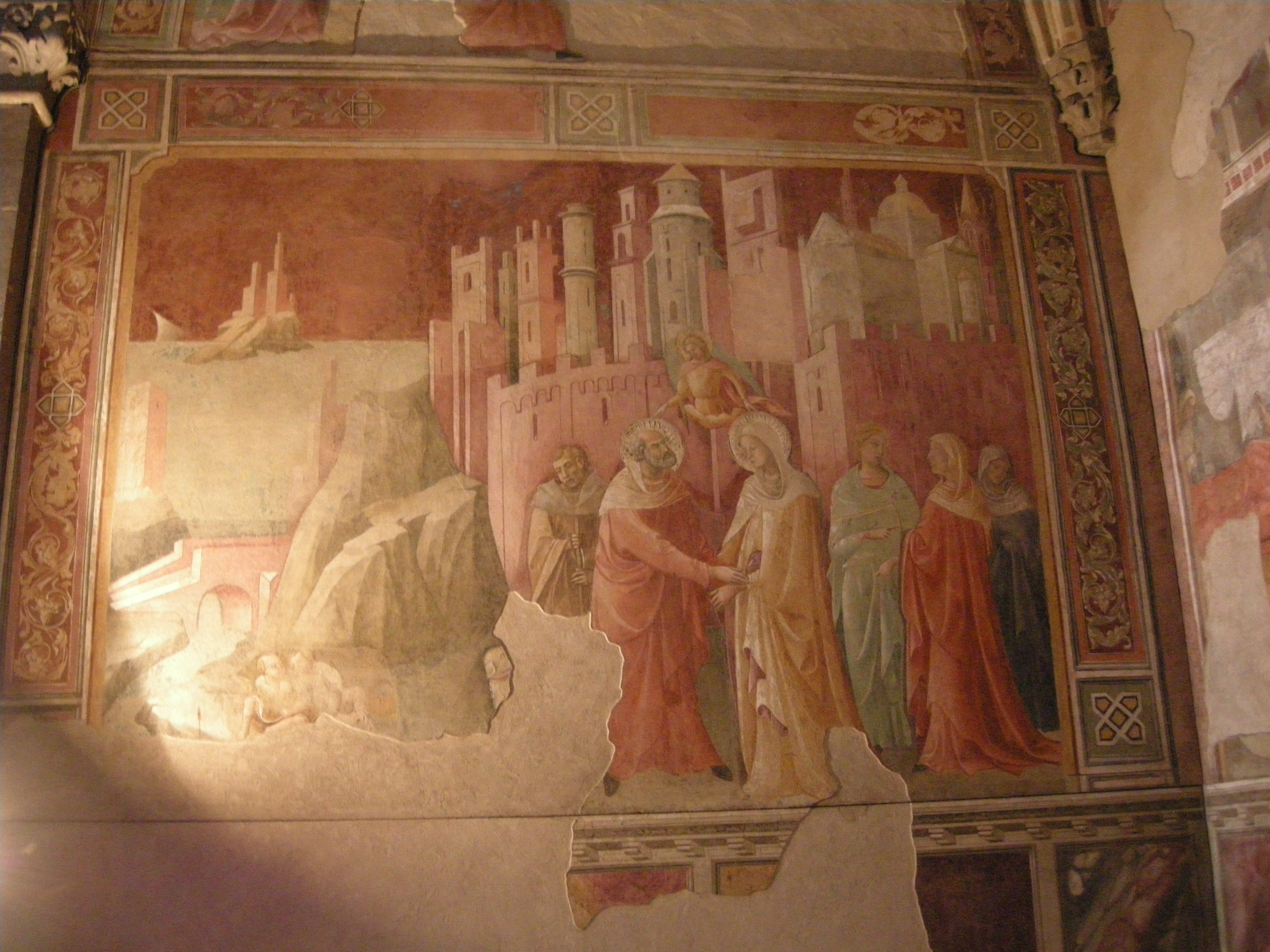
Rencontre à la Porte d'or.
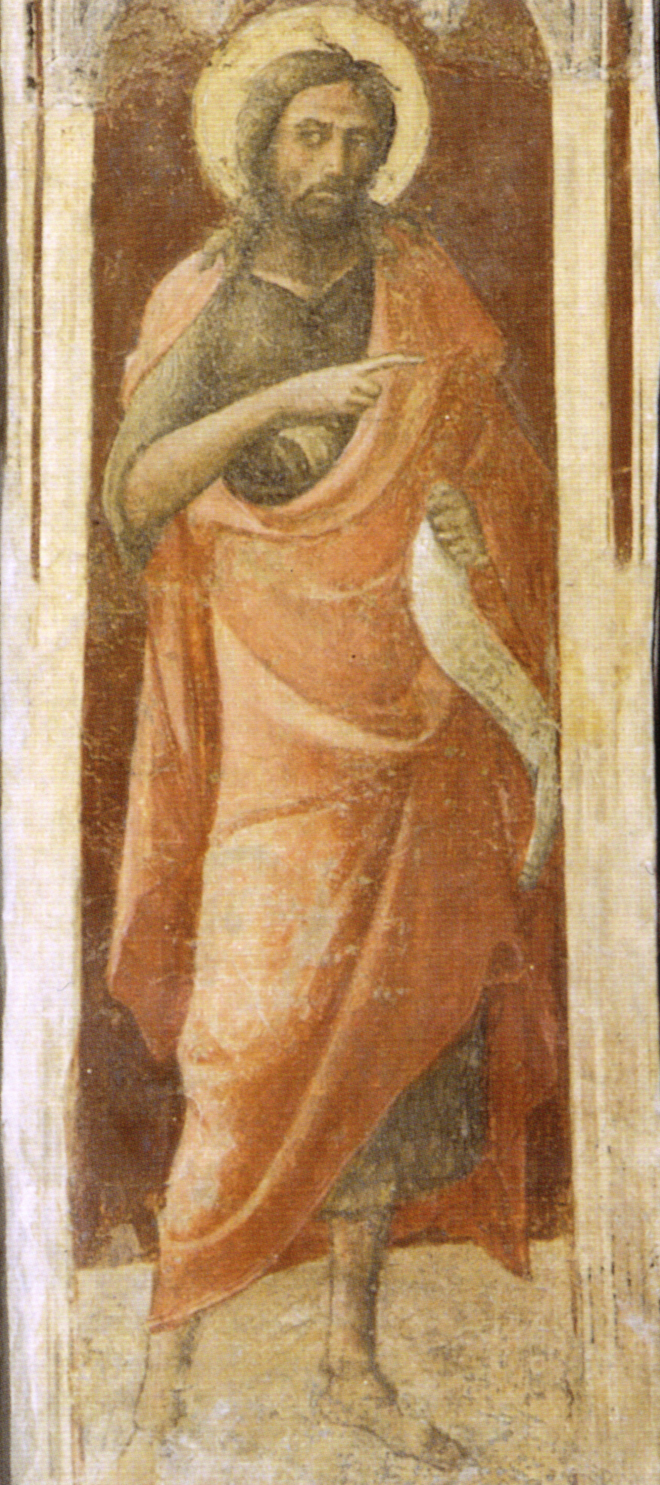
Saint Jean le baptiste.